# イゴール・シュティマツ
イゴール・シュティマツ（Igor Štimac, 発音: [îgor ʃtǐːmats]、1967年9月6日 - ）は、クロアチア (旧ユーゴスラビア)・メトコヴィチ出身の元同国代表サッカー選手、現サッカー指導者。現役時代のポジションはDF。現在はインド代表の監督である。

## クラブ経歴
現役時代は、地元クロアチアのHNKハイドゥク・スプリトや、イングランドのダービー・カウンティFCでプレーした。 1992年の夏、ハイドゥク・スプリトからラ・リーガのカディスCFに移籍し、1シーズン目からリーグ戦32試合に出場したが、クラブはセグンダ・ディビシオンへと降格。降格後もシュティマツはクラブに残留したが、2シーズン連続の降格によってセグンダ・ディビシオンBへカディスが落ちると、母国のハイドゥク・スプリトへと復帰した。
ハイドゥク・スプリトから150万ポンドでダービーに加入したのは1995年10月31日のことであり、その後、ダービーはプレミアリーグ昇格を果たし、同リーグ20試合連続で無敗を達成した。
シュティマツはダービーで4シーズン近くプレーし、リーグ戦に84試合、FAカップ7試合、リーグカップ2試合に出場した。1999年8月29日にウェストハム・ユナイテッドFCに60万ポンドで売却され、ニューカッスル・ユナイテッドFC戦で1得点している。

## 代表経歴
クロアチア代表として53試合に出場して2得点を記録している。クロアチア代表としてはUEFA EURO '96と1998 FIFAワールドカップの2度のメジャー大会を経験し、U-20ユーゴスラビア代表として参加した1987 FIFAワールドユース選手権では優勝を果たした。

## 指導者経歴
現役引退後の2005年、HNKハイドゥク・スプリトの監督に就任し、リーグ戦ラスト10試合の指揮を執った。途中就任ではあったが、リーグ戦優勝と決勝で敗れはしたがカップ戦準優勝という成績を残した。
ハイドゥク・スプリトの監督を退任後、2つの国内クラブを経て2012年7月5日にクロアチア代表の監督に就任した。しかし、不安定な成績が影響して国内メディアの24sataが実施したアンケートでは、94%ものサポーターがシュティマツの続投を拒否する結果を発表した。2013年10月15日、2014 FIFAワールドカップ・予選のスコットランド代表戦に敗れた翌日、クロアチアサッカー連盟に辞任する旨を伝え、この要請は受け入れらた。
代表監督を辞任後、国内クラブや中東のクラブを指揮し、2019年5月15日にインド代表兼U-23インド代表監督の座に就いた。

## 代表歴

### 出場大会
- U-20ユーゴスラビア代表

1987年 - 1987 FIFAワールドユース選手権 (優勝)
- クロアチア代表

1996年 - UEFA EURO '96
1998年 - 1998 FIFAワールドカップ (第3位)

### 試合数
- 国際Aマッチ 53試合 2得点（1990年 - 2002年）[11][12]

| クロアチア代表 | 国際Aマッチ | 国際Aマッチ |
| 年             | 出場        | 得点        |
| -------------- | ----------- | ----------- |
| 1990           | 1           | 0           |
| 1992           | 2           | 0           |
| 1993           | 0           | 0           |
| 1994           | 6           | 0           |
| 1995           | 4           | 1           |
| 1996           | 10          | 1           |
| 1997           | 2           | 0           |
| 1998           | 13          | 0           |
| 1999           | 5           | 0           |
| 2000           | 7           | 0           |
| 2001           | 2           | 0           |
| 2002           | 1           | 0           |
| 通算           | 53          | 2           |

## タイトル

### クラブ
HNKハイドゥク・スプリト
- プルヴァHNL : 2回 (1992, 1994-95)
- クロアチア・カップ : 1回 (1995)
- ユーゴスラビアカップ : 1回 (1991)
- クロアチア・スーパーカップ : 1回 (1994)

### 代表
U-20ユーゴスラビア代表
- FIFAワールドユース選手権 : 1回 (1987)